# Condado de Walker (Geórgia)
O Condado de Walker é um dos 159 condados do Estado americano de Geórgia. A sede do condado é LaFayette, e sua maior cidade é LaFayette. O condado possui uma área de 1 158 km², uma população de 61 053 habitantes, e uma densidade populacional de 53 hab/km² (segundo o censo nacional de 2000). O condado foi fundado em 18 de dezembro de 1833.